# Виллау, Айн
Айн Ви́ллау (эст. Ain Villau; род. 8 апреля 1971, Пяриспеа, Харьюмаа) — эстонский кёрлингист на колясках.
В составе сборной Эстонии по кёрлингу на колясках участник чемпионатов мира (лучший результат — восьмое место в 2019). В составе смешанной парной сборной Эстонии бронзовый призёр чемпионата мира 2025.
В «командном» кёрлинге на колясках (команда из четырёх человек) играет в основном на позиции четвёртого, скип команды.

## Достижения
- Чемпионат мира по кёрлингу на колясках среди смешанных пар: бронза (2025).

## Команды
| Сезон                                                                      | Четвёртый       | Третий          | Второй          | Первый           | Запасной                                      | Турниры               |
| -------------------------------------------------------------------------- | --------------- | --------------- | --------------- | ---------------- | --------------------------------------------- | --------------------- |
| 2015—16                                                                    | Viljar Villiste | Andrei Koitmae  | Lauri Murasov   | Signe Falkenberg | Айн Виллау тренер: Эркки Лилл                 | ЧМК-Б 2015 (14 место) |
| 2018—19                                                                    | Andrei Koitmae  | Viljar Villiste | Айн Виллау      | Signe Falkenberg | Mait Matas тренер: Эркки Лилл                 | ЧМК-Б 2018            |
| 2018—19                                                                    | Viljar Villiste | Andrei Koitmae  | Айн Виллау      | Signe Falkenberg | Lauri Murasov тренеры: Эркки Лилл, Sulev Lokk | ЧМК 2019 (8 место)    |
| 2020—21                                                                    | Andrei Koitmäe  | Айн Виллау      | Mait Mätas      | Signe Falkenberg | Кятлин Рийдебах тренер: Chris Bowden          | ЧМК-Б 2021 (5 место)  |
| 2023—24                                                                    | Кятлин Рийдебах | Mait Mätas      | Айн Виллау      | Andrei Koitmäe   | Signe Falkenberg тренер: Aleksander Andre     | ЧМК-Б 2023            |
| 2023—24                                                                    | Айн Виллау      | Mait Mätas      | Кятлин Рийдебах | Signe Falkenberg | тренер: Aleksander Andre                      | ЧМК 2024 (12 место)   |
| 2024—25                                                                    | Айн Виллау      | Mait Mätas      | Кятлин Рийдебах | Signe Falkenberg | тренер: Aleksander Andre                      | ЧМК-Б 2024 (7 место)  |
| Кёрлинг на колясках среди смешанных пар (wheelchair mixed doubles curling) |                 |                 |                 |                  |                                               |                       |
| 2024—25                                                                    | Кятлин Рийдебах | Айн Виллау      |                 |                  | тренер: Aleksander Andre                      | ЧМКСП 2025            |

(скипы выделены полужирным шрифтом)